# Pirate Party of Canada
Die Pirate Party of Canada (frz. Parti Pirate du Canada), abgekürzt PPCA, war eine politische Partei in Kanada. Die PPCA wurde im Juni 2009 als Teil der internationalen Bewegung der Piratenparteien gegründet. Schwerpunkte der Partei sind eine Urheberrechts-Reform sowie Open Government. Die Partei wurde am 12. April 2010 offiziell registriert. Am 29. November 2010 trat sie erstmals bei den Nachwahlen zum kanadischen Unterhaus an und erhielt damit offiziellen Parteistatus. Am 30. November 2017 wurde sie wieder deregistriert.

## Wahlen
Die PPCA trat erstmals mit einem Kandidaten bei der Nachwahl zum kanadischen Unterhaus im Wahlkreis Winnipeg North an. Ihr Kandidat Jeff Coleman erreichte 0,6 % der Stimmen und blieb damit nur knapp unter dem Ergebnis des grünen Kandidaten. Bei der regulären Unterhauswahl am 2. Mai 2011 trat die PPCA in 10 Wahlkreisen an und erreichte dort Ergebnisse von 0,33 % bis 1,08 %, durchschnittlich 0,67 %.

## Weitere Aktivitäten

### CaPT
Seit dem 27. September 2009 unterhält die PPCA einen BitTorrent-Tracker. Auf dem CaPT oder auch Captain genannten Tracker wird nur Musik unter Creative-Commons-Lizenz verbreitet. Die PPCA wirbt damit für ihre Vorstellung der Verbreitung von Online-Medien.

### Pirate Party Radio
Pirate Party Radio ist die offizielle Radiosendung der PPCA, der Pirate Party UK und der United States Pirate Party. Die Sendung wird wöchentlich am Donnerstag live ausgestrahlt.